# Cap Noir (Saint-Pierre-et-Miquelon)
Pour les articles homonymes, voir Cap Noir.
Le cap Noir est un cap de France situé à Saint-Pierre-et-Miquelon.

## Géographie
Le cap Noir forme l'extrémité orientale de l'île Saint-Pierre. Il est situé dans le sud-est de l'île, au sud-est de Saint-Pierre et à l'est de l'aéroport.
Il est dominé par la Tête de Galantry qui culmine à 54 mètres d'altitude et sur laquelle se trouve un phare. L'épave du Bosworth se trouve sur la côte septentrionale du cap.
Une route mène à la déchèterie qui se trouve juste avant le cap.

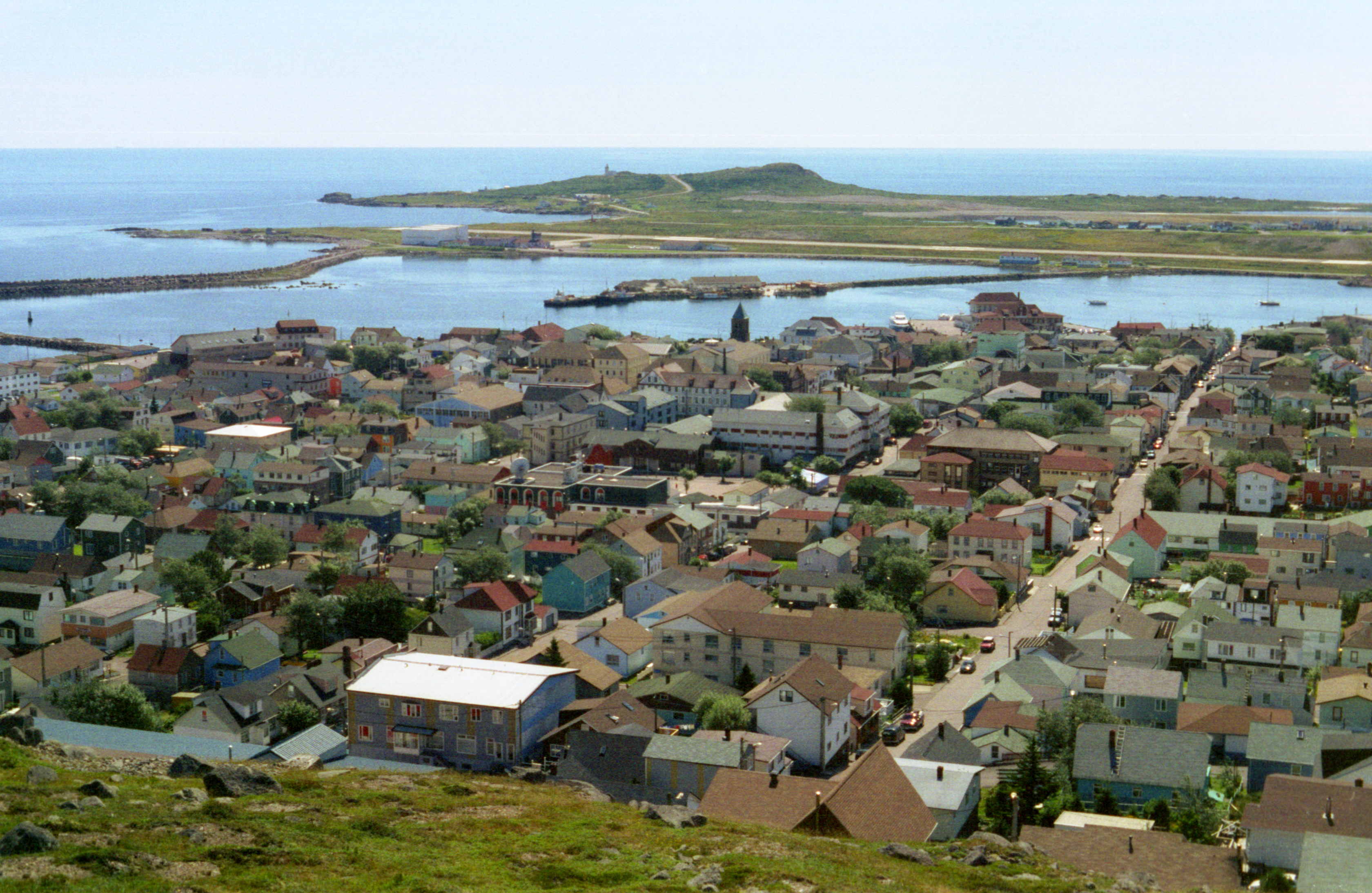
Vue de Saint-Pierre avec le cap Noir en arrière-plan.